# The Press
The Press – nowozelandzki dziennik. Został założony w 1861 roku.
Nakład pisma wynosi ok. 40 tys. egzemplarzy.